# Obligacja zamienna
Obligacja zamienna (ang. convertible bond) – rodzaj obligacji dających jej posiadaczowi możliwość (prawo) do zamiany ich na akcje spółki emitującej wraz z powiązanymi z tym uprawnieniami (prawa korporacyjne). Te obligacje dają możliwość kupna akcji określonych przedsiębiorstw prywatyzowanych drogą kapitałową.
Obligacje zamienne są rodzajem złożonych instrumentów finansowych (hybrydowych: zawierających poza składnikiem dłużnym element pochodny: prawo do zamiany długu na udziały). Obligatariusz ma prawo – w ustalonych warunkach – żądać zamiany obligacji na akcje (w taki sposób stałby się akcjonariuszem – stąd jest to instrument o charakterystyce złożenia obligacji i opcji).
Wartość obligacji zamiennej stanowi wartość długu (z odsetkami) oraz opcji zamiany. Opcja wymiany określona jest przez:
- określenie na co można wymienić posiadane obligacje,
- określenie warunków czasowych (kiedy opcja jest wykonywana: np. jednorazowo, przez okres do dnia, w określonych terminach),
- określenie ile papierów docelowych przysługuje za jedną obligację,
- określenie ceny, po jakiej papier udziałowy jest obejmowany w ramach wykonania opcji.

## Podstawy prawne
Opcje zamienne wymienione są w art. 19 ustawy z dnia 15 stycznia 2015 r. o obligacjach (Dz.U. z 2020 r. poz. 1206):

Art. 19. 1. Spółka może, o ile jej statut tak stanowi, emitować obligacje uprawniające do objęcia akcji emitowanych przez spółkę w zamian za te obligacje, zwane dalej „obligacjami zamiennymi”.

2. Obligacje zamienne nie mogą być emitowane poniżej wartości nominalnej ani wydawane przed pełną wpłatą.

3. Uchwała o emisji obligacji zamiennych i akcji wydawanych w zamian za te obligacje podlega zgłoszeniu do sądu rejestrowego. Jeżeli emitentem jest spółka, która podlega obowiązkowi wpisu do Krajowego Rejestru Sądowego, wzmianka o uchwale wskazująca maksymalną wysokość podwyższenia kapitału zakładowego również podlega wpisowi do tego rejestru. Data przydziału i wydania obligacji nie może być wcześniejsza niż data wpisu. (...)

## Określanie wartości
Rzadko instrument zawiera wyłącznie dwa składniki: dłużny i opcję zamiany. Zwykle konstrukcja jest bardziej złożona (np. prawo emitenta do przedterminowego wykupu, premia za niewykonanie wymiany). Klasyczne podejście do wyceny zawiera się w próbie rozdzielenia i oddzielnej wycenie komponentu obligacyjnego i składnika opcyjnego.
Dla wyceny opcji zamiany konieczne są (przykładowo – dla modelu Blacka-Scholesa):
1. cena wykonania, termin wykonania (+ określenie, czy jeden termin, czy w okresie do dnia – typ opcji europejski [w dacie], amerykański [do daty], bermudzkie [inne przypadki]),
2. stopa dywidendy (zwykle emitent mocno / całkowicie ogranicza prawo do ustalania dywidendy w okresie do wykupu obligacji zamiennych),
3. dane rynkowe (spółka): kurs, zmienność kursu (historyczna lub implikowana),
4. dane rynkowe (rynek długu): stopa wolna od ryzyka (stopa dla waluty).

Sposób wyceny części obligacyjnej zależy od metod standardowo dla danej sytuacji stosowanych (np.: przez porównanie do instrumentów podobnych, modelem dyskontowania przepływów pieniężnych – z uwzględnieniem spreadu kredytowego emitenta, amortyzacja kosztu nabycia z wykorzystaniem efektywnej stopy procentowej).
Istnieją modele do wyceny wartości całkowitej obligacji zamiennej (a potem, dla celów sprawozdawczych i wyceny ryzyk następuje dekompozycja na składniki).
Na rynkach z rozwiniętym rynkiem kapitałowym wiele obligacji zamiennych jest kwotowanych na rynku międzybankowym.

### Artykuły o wycenie obligacji zamiennych (przykładowe)
- Podsumowanie (z 2009) metod wyceny, z odsyłaczami. finmod.co.za. [zarchiwizowane z tego adresu (2010-04-14)].
- The Pricing of Convertible Bonds. An Analysis of the French market
- Valuation of Convertible Bonds